# تیبور لینکا
تیبور لینکا (انگلیسی: Tibor Linka؛ زادهٔ ۱۳ فوریهٔ ۱۹۹۵) ورزشکار اهل اسلواکی است.
وی در مسابقات کشوری و بین‌المللی در مجموع برندهٔ ۲ مدال طلا، ۲ مدال نقره شده‌است.